# 마스터 오브 오리온
마스터 오브 오리온(Master of Orion, MoO)은 턴 방식 SF 전략 게임으로 스티브 바르시아에 의해 디자인되고 그의 회사 심텍스에 의해 개발되었으며 마이크로프로즈가 1993년에 출시한 게임이다. 앨런 엠리치가 이 게임의 리뷰에서 "4X"(eXplore(탐험), eXpand(확장), eXploit(개척), eXterminate(절멸))라는 용어를 만들어내기는 했지만, '마스터 오브 오리온'이 최초의 4X 게임인 것은 아니다. 1991년 출시된 '문명 (비디오 게임)'이나 1980년대 초에 출시된 'Reach for the Stars'같은 게임들도 있다. 마스터 오브 오리온은 게임스파이의 명예의 전당에 올라가 있다.
게임 제목의 "오리온"은 엄청나게 귀중한 어떤 행성이 있는 항성계의 이름으로, 이 행성은 산업과 연구 두 방면 모두에 걸쳐 가장 강력한 생산력을 발휘하며 이 행성에 남겨진 고대 종족의 아티팩트는 지극히 발전된 군사 기술의 비밀을 가르쳐 준다. 하지만 이 행성을 정복하기 위해서는 매우 강력한 로봇 전함인 가디언과의 전투에서 승리해야 한다.
이후 마스터 오브 오리온 2와 마스터 오브 오리온 3의 두 후속작이 출시되었다.

## 컴퓨터 시스템 환경
이 게임은 MS-DOS나 맥 OS에서 실행된다. MS-DOS 버전은 어떤 버전의 마이크로소프트 윈도우와도 호환되지 않는 메모리 관리 기술을 사용하지만, 윈도우 95·98·ME·XP 사용자들은 도스박스와 같은 도스 에뮬레이터를 통해 게임을 실행할 수 있다. 이 게임은 4장의 플로피 디스켓을 통해 배포되었기 때문에 게임을 실행하는 데에 CD-ROM이나 DVD-ROM은 필요하지 않다.
이 게임은 320x240의 해상도와 256색의 화면을 제공한다. 90년대 초반의 컴퓨터들은 매우 제한된 그래픽 처리 능력을 지니고 있었고, 대부분의 모니터들은 12인치(30센티미터)에서 14인치(35센티미터)의 크기였기 때문이다. 사운드 또한 무기 효과음과 약간의 MIDI 음악 뿐으로 간소하다.
멀티플레이 모드는 존재하지 않으며 컴퓨터 AI와의 대전 게임만을 할 수 있다.

## 게임 플레이

### 승리 조건
승리 조건은 두 가지가 있다. 적을 모두 섬멸하거나, 우주 위원회에서 선거를 통해 우주의 지도자로 선출되는 것이다. 선거에서 승리하기 위해서는, 3분의 2 이상의 득표가 필요하다.(기권표는 양 후보 모두에 대한 표로 간주된다.)각 제국은 인구 수에 비례하는 수의 표를 행사할 수 있다. 따라서 정복과 외교의 적절한 조합이 필요하다.
게임의 이름과는 달리, 오리온 항성계를 점령한다고 해도 게임에서 승리할 수는 없다. 하지만 가디언을 제거하기 위해서는 대규모의 강력한 함대가 필요하기 때문에, 가디언을 물리칠 정도 수준이라면 이미 게임에서의 승리 조건을 거의 갖추었다고 볼 수 있다.

### 별과 행성
항성계는 최대 1개의 거주 가능한 행성을 가지고 있으며 거주 가능한 행성을 가지고 있지 않은 항성계도 있다.
행성들은 3가지 지표로 분류된다:
- 인구수용능력 : 다양한 종류의 테라포밍에 의해 최대 2배까지 증가시킬 수 있다.
- 부존자원 : 행성의 자원 부존량은 행성의 산업력에 큰 영향을 미친다. 오랫동안 분리된 채 발전해 온 어떤 문명의 유물이 남아 있는 행성은 연구력을 2배로 늘려주고 첫 발견자들은 기술 한 개를 곧바로 습득할 수 있다.
- 거주환경 : "가혹한" 환경의 행성들이 인구 증가율을 절반으로 감소시키는 데 반해 "비옥한" 혹은 "가이아(Gaia)" 환경의 행성들은 인구 증가율을 늘려준다. 모든 행성들은 최종적으로 "가이아" 환경으로까지 테라포밍이 가능하다. 가혹한 환경의 행성에는 6종류가 있으며 이런 행성을 개척하기 위해서는 발전된 개척 기술의 연구가 필요하다. 이는 탐사와 개척의 국면에 영향을 미치며 단순히 터틀링을 통한 플레이를 하는 대신 다른 이들과 외교 혹은 전쟁을 해야 하도록 만든다.

### 행성의 경제 활동
모든 것, 심지어 연구도 행성의 산업력에 영향을 받는다. 주민들은 산업력을 증대시켜 주며, 공장 시설에 의해 도움을 받으면 몇 배는 더 많은 생산을 해낸다. 단위 인구수(1백만 명)당 통제할 수 있는 공장의 수에는 한계가 있지만, 이는 건물의 업그레이드와 기술 연구를 통해 향상시킬 수 있다.
플레이어들은 행성의 산업력을 다음의 다섯 가지 활동에 나누어 할당할 수 있다.
- 공장 건설 및 업그레이드
- 행성 방어시설(방어막 또는 미사일 기지) 건설 및 업그레이드
- 기술 연구 개발
- 우주전함 건조
- 생태 관리(환경오염 컨트롤, 테라포밍, 인구 증가)

환경 오염은 게임 초반의 경제 성장에 큰 방해 요소이지만, 나중에 오염을 정화하는 데 드는 비용을 줄이는 기술을 개발할 수 있다.

### 기술 발전 트리
6가지의 기술 영역이 존재한다.
- 컴퓨터 : 전투 시스템, 공장 컨트롤, 우주 스캐너
- 컨스트럭션 : 공장 건설 비용 감소, 장갑, 전함의 전투 피해 감소 시스템
- 포스 필드 : 주로 방어막과 몇몇 무기들
- 행성학 : 환경오염 컨트롤, 테라포밍, 가혹한 환경의 행성 개척, 인구 증가율 향상
- 추진학 : 함선의 행동반경 및 속도, 몇몇 무기 및 기타 전투 시스템들
- 무기학 : 각종 무기들

각각의 기술 영역은 기술 레벨을 가지며 레벨당 1~5개의 연구할 기술들이 존재한다. 더 높은 레벨의 기술들을 연구하려면, 이전 레벨의 기술들 중 최소한 1개의 기술의 연구를 끝마친 상태여야 한다. 기술 레벨당 1개의 연구만을 하며 기술 레벨을 계속 끌어올릴 수도 있지만 이는 현명한 선택은 아니다.
플레이어들은 기술 연구 관리 화면에서 슬라이더를 조작해 연구 자원을 각각의 기술 영역에 배분함으로써 여러 개의 연구를 동시에 진행할 수 있다. 연구 자원을 한 개의 기술에 모두 쏟아붓는 것보다는 몇 개의 기술에 적절히 나누어 배분하는 편이 좀 더 빠르게 발전하는 방법이 된다.
매 게임마다 각각의 레벨에 들어있는 연구할 기술들은 무작위로 결정된다. 이것은 플레이어가 매 게임마다 똑같은 전략을 선택할 수 없게 만든다.
기술들은 연구 이외에 기술교류, 스파이, 혹은 행성 탈취를 통해서도 습득할 수 있다.

### 외교
마스터 오브 오리온에서는 광범위한 내용의 외교적 활동을 벌일 수 있다.
- 돈이나 기술 증여
- 일대일 기술 교환
- 상호 무역 협정
- 불가침 조약 또는 동맹 체결 혹은 파기
- 타 국가 공격 요청
- 전쟁 선포

컴퓨터 AI와 친해질 수 있는 가장 효과적인 방법은 그 AI와 전쟁중인 다른 국가를 공격하는 것이다.

### 우주선 설계
플레이어들은 최고 6종의 우주함선을 설계해 사용할 수 있다. 만약 6종의 함선 설계를 사용중인 상태에서 또다른 함선을 설계하고 싶다면 기존의 함선들 중 한 종류를 파기해야 한다. 모든 플레이어는 가장 기본적인 기술로 미리 제작된 5종의 설계도를 가지고 시작하며, 처음에 주어지는 함선은 정찰기와 (가혹하지 않은 행성에만 개척 가능한) 식민지 건설선 2종 뿐이다.
이미 건조된 함선들은 업그레이드 할 수 없다. (기존 설계 그대로 운용하거나, 파기해야 한다.) 신기술을 사용하고 싶다면 새로운 함선을 설계해야 한다. 단, 함대의 항행 가능 범위 및 스캔 범위의 향상은 기존 함선에도 적용된다.

### 전투와 침공
오직 웜홀을 통한 항성간 이동만이 가능한 'Space Empires'나 '어센던시' 같은 게임들과는 달리, 함선들은 항행 가능 범위 내의 어떤 항성계로도 항주할 수 있다. 따라서 이 게임에서는 쉽게 방어할 수 있는 길목을 만드는 것은 불가능하다. (정해진 길이 없기 때문에, 어느 쪽으로든 적이 들어올 수 있으므로 모든 범위를 방어할 수 있어야 한다)
우주 전투는 언제나 항성계 안에서 이루어지며, 우주 한가운데에서 적과 전투를 벌이는 것은 불가능하다. 같은 종류의 모든 함선은 같은 칸 안에 들어가며, 함께 움직이고 공격한다. (히어로즈 오브 마이트 앤 매직과는 달리, '마스터 오브 오리온'에서는 같은 종류의 유닛을 서로 다른 칸에 배치하는 것은 불가능하다.) 우주전투는 수동으로 이루어지지만 "Auto" 버튼을 통해 전투가 자동으로 진행되게 할 수 있다.
행성 표면에 직접 침공하려는 시도는 행성에 주둔하는 모든 우주함대 및 행성의 모든 방어시설이 파괴되거나 철수했을 때에 성공률이 높다. 만약 방어시설이나 함대가 존재하는 상황에서 침공을 시도할 경우, 침공 병력의 일부 혹은 전부를 강습 전에 잃게 될 수도 있다. 마스터 오브 오리온 2나 어센던시, Stars!와는 달리 전용 강습함은 존재하지 않으며, 단지 시민 들 중 강습 병력을 징집하여 보내어야 하며 이를 실행하고 나면 행성의 임구는 그만큼 감소하게 된다.
지상 전투는 플레이어가 조종할 수 없다. 전투 결과는 병력 상황과 지상전투 관련 테크놀로지, 그리고 종족에 따른 지상전투 보너스에 좌우된다. 하지만 전투 진행 상황은 화면 양쪽에 양쪽의 테크놀로지 상황과 병력으로 표시된다.

### 종족
플레이어는 10종의 종족들 중 하나를 고를 수 있으며 직접 종족을 커스터마이즈 할 수는 없다.
- 클랙콘(Klackon), 메클라(Meklar)는 산업 생산에 각각 다른 타입의 보너스를 받는다.
- 사크라(Sakkra)는 매우 빠른 인구 성장을 보인다.
- 사일론(Psilon)은 기술 연구에 최고의 능력을 발휘한다.
- 므샨(Mrrshan)과 알카리(Alkari)는 우주 전투에서 각각 다른 타입의 보너스를 받는다.
- 불라티(Bulrathi)는 지상 전투의 전문가이다.
- 인간(Human)은 무역과 외교 활동에 능하다.
- 다록스(Darlocks)는 스파이 및 테러 활동에 특화되어 있다.
- 실리코이드(Silicoid)는 어떤 가혹한 환경의 행성도 특별한 기술 없이 개척할 수 있고 환경 오염에 영향을 받지 않지만, 연구력이 낮고 인구 성장이 느리다.

각각의 종족은 특정 연구 분야에서는 평균 이상의 능력을 발휘하고 특정 연구 분야에는 평균 이하이다. 단, 사일론(Psilon)은 모든 연구 분야에 매우 뛰어나다. 그리고 실리코이드(Silicoid)는 스파이나 폭동 유발에 유용한 컴퓨터 분야의 기술을 제외한 모든 연구 분야에 평균 이하의 능력을 보인다.
각 종족마다 미리 실정된 다른 종족과의 상성 관계가 존재하며, 서로 사이가 좋은 종족들이 있고 그 반대인 경우도 있다.
각 종족들은 또한 컴퓨터 AI에 의해 플레이될 때 매 게임마다 달라지는 지도자 성향을 가진다. 그들의 다른 종족에 대한 태도는 고결함(믿을 수 있는 친구이며, 결코 용서치 않는 적이다)이나 평화주의자에서부터 공격적이거나 외국 혐오증을 가질 수도 있다. 또한 AI 각각은 연구와 경제 관리에 대한.주된 정책 목표를 지닌다. 예를 들어 군국주의자라면, 가능한 한 빨리 전투함들을 건조할 것이고 군사 관련 기술들을 우선적으로 연구할 것이며, 생태학자라면 많은 노력을 행성의 오염을 줄이고 테라포밍하는 데에 쏟을 것이다. 성향과 정책 목표 둘은 모두 가장 주요한 특성과 덜 주요한 특성 두 가지씩을 가지기 때문에 그들의 행동은 매 게임마다 달라진다. (종족마다 9가지의 가능한 조합이 존재한다.)
한 게임에 10개 종족중 최고 6개까지 등장할 수 있고 매 종족의 행동은 매우 다양하게 이루어지기 때문에, 게임 초반은 매우 평화로울 수도 온통 전쟁으로 가득 찰 수도 있다. 그러나 어떤 종족이든간에 테크놀로지 및 생산이 큰 이익이 있을 경우에만 전쟁을 벌인다.

### 이벤트
때때로 플레이어의 행동과 관계 없이 재난이나 비상 사태가 발생하기도 한다. 이런 것들은 치트코드 또는 다른 방법을 통해 무효화할 수 있다.
- 혜성 충돌은 일정 기간 전에 GNN(Galaxy News Network)에서 보도되며, 해당 항성계에 함대를 배치해 놓으면 혜성을 파괴한다.
- 항성 폭발도 일정 기간 전에 GNN에서 보도되므로 해당 행성의 산업력을 모두 연구에 집중하면 항성 폭발을 막을 수 있다.
- 행성이 우연한 계기로 비옥한 환경으로 변화하거나 아티팩트가 발견되는 경우가 있다.
- 사고로 인해 이제까지 연구해 온 내용이 손실되어 연구하던 기술들을 모두 처음부터 다시 연구해야 하는 경우가 있다.
- 사고로 인해 행성에 오염물질이 퍼지는 경우가 있다.

위에 나열한 것들 외에도 다양한 이벤트들이 발생한다.

## 인터페이스
원래 이 게임은 모든 기능을 마우스로 사용했지만, 버전 1.3 패치에서는 각종 기능들에 대한 단축키가 만들어졌다.
메인 화면의 대부분은 스크롤 가능한 우주 맵이다. 그 오른쪽에는 플레이어가 맵 상에서 최근에 클릭한 행성의 정보가 표시된다. 만약 플레이어가 아직 방문하지 않아 정보가 없는 행성을 클릭했을 경우 "unexplored"라고 표시된다. 플레이어가 이미 방문했지만 자신의 행성은 아닌 경우 그 행성의 환경과 최대 인구 및 현재 소유자가 표시된다. 만약 플레이어의 행성을 클릭했다면 행성을 관리하는 패널이 표시된다. 스크린 아래쪽에는 다른 화면으로 전환하는 버튼들이 위치한다.
플레이어는 행성의 산업력을 전함 건조, 방어시설, 공장 건설, 연구 및 행성학에 배분하기 위해 잠글 수 있는 슬라이더를 사용한다. 그 아래쪽에는 어떤 전함을 건조할지를 선택하는 컨트롤이 있다.
기술 관리 화면에서도 6분야의 기술에 연구력을 배분하는 데에 유사한 방식이 사용된다.

## 전작과 후속작
Star Lords는 마스터 오브 오리온의 토대가 된 게임으로, 팬들에 의해 "MoO 0"이란 별칭이 붙여졌다.. Star Lords는 정돈되지 않은 프로토타입이며 상업적으로 출시된 적이 없다. (이 게임의 인트로는 "SimTex Software and Your Company present"라는 문구와 함께 시작한다.). 스티브 바르시아는 이 게임을 마이크로프로즈와 게임 저널리스트 앨런 엠리치에게 설명했고, 그들은 여기에 매우 빠져들어서, 그와 그의 친구 톰 휴즈는 바르시아가 이것의 디자인을 정돈하는 데 도움을 주었다. 엠리치와 휴즈는 나중에 완성본을 위한 전략 가이드를 작성했다.
2001년에 플레이 가능한 프로토타입이 프리웨어로 만들어졌고, 마스터 오브 오리온 3의 출시가 예견되는 가운데 복사 방지를 제거하고 모든 문서를 공개했다. 다소 조잡하기는 하지만, Star Lords는 충분히 플레이 가능하다. 완성작과의 차이는 좀 더 못한 그래픽과 인터페이스, 좀 더 간소화된 무역과 외교, 목표가 불분명한 연구, 안전 장치의 부재(예를 들면, 플레이어가 통제 가능한 이상의 공장을 짓는 것이 불가능하다든지), 식민지 개척을 위해 특별히 설계된 식민지 건설선 대신 수송선으로 인구를 해당 행성에 내려놓는 방식을 사용한다는 점 등이 있다. 그리고 마스터 오브 오리온에는 없는 컴퓨터가 조종하는 종족들 간의 관계에 대한 표가 존재한다. 이 게임은 파일플래닛에서 다운로드가 가능하다..
이후 2개의 후속작 마스터 오브 오리온 2, 마스터 오브 오리온 3이 출시되었다. 이들은 같은 이름을 사용하지만 세 게임간의 게임 플레이는 공통점 만큼이나 크다. 또한, 후속작들이 좀 더 세련된 그래픽과 사운드 및 게임 플레이를 제공하고 있음에도 일부 플레이어들은 원작 마스터 오브 오리온 1을 더 좋아하기도 한다.

## 평가
| 평가                                                                    |        |
| ----------------------------------------------------------------------- | ------ |
| 평론 점수 평론사 점수 올게임 [ 10 ] CGW [ 11 ] 넥스트 제네레이션 [ 12 ] |        |
| 평론 점수                                                               |        |
| 평론사                                                                  | 점수   |
| 올게임                                                                  | [ 10 ] |
| CGW                                                                     | [ 11 ] |
| 넥스트 제네레이션                                                       | [ 12 ] |

## 참조
1. ↑  5, 10, 15 Years Ago in CGW September 2003
2. ↑  “Master of Orion III Developer Chat”. 2008년 4월 21일에 원본 문서에서 보존된 문서. 2008년 6월 23일에 확인함.
3. ↑  “Gamespy - Hall of Fame - Master of Orion”. 2009년 8월 28일에 원본 문서에서 보존된 문서. 2008년 5월 15일에 확인함.
4. ↑  “Master of Orion: The History of a Game Series — Star Lords”. 2007년 10월 2일에 원본 문서에서 보존된 문서. 2007년 9월 28일에 확인함.
5. ↑  “Master of Orion: The History of a Game Series — One Man's Telling of a Cosmic Tale”. 2008년 7월 3일에 원본 문서에서 보존된 문서. 2007년 9월 28일에 확인함.
6. ↑  MobyGames 보관됨 2007-06-23 - 웨이백 머신 Star Lords page. Retrieved on 2007-03-08.
7. ↑  Alan Emrich, Master of Orion: The History of a Game Series - Star Lords 보관됨 2007-10-02 - 웨이백 머신, Master of Orion 3 official site. Retrieved on 2007-03-08.
8. ↑  “Sirian's Master of Orion Page”. 2007년 10월 9일에 원본 문서에서 보존된 문서. 2007년 9월 28일에 확인함.
9. ↑  “MOO Resources”. 2007년 9월 28일에 원본 문서에서 보존된 문서. 2007년 9월 28일에 확인함.
10. ↑  Osbourne, Jason A. “Master of Orion - Review”. Allgame. 2014년 12월 11일에 원본 문서에서 보존된 문서. 2014년 6월 4일에 확인함.
11. ↑  Brooks, M. Evan (May 1994). “Never Trust A Gazfluvian Flingschnogger!”. 《Computer Gaming World》. 42–58쪽.
12. ↑  “Finals”. 《Next Generation》. 7호 (Imagine Media). July 1995. 75–76쪽.